# Hanna Nordenhök
Hanna Maria Nordenhök, född 15 september 1977 i Slottsstadens församling i Malmö, är en svensk författare, dramatiker, översättare och litteraturkritiker. Hon är dotter till översättaren Jens Nordenhök. Nordenhök har bland annat översatt Fernanda Melchor, Samanta Schweblin och Gloria Gervitz från spanskan.

## Biografi
Nordenhök har bland annat studerat vid den tvååriga författarutbildningen vid Göteborgs universitet 2004–2006. År 2018 disputerade Nordenhök på Konstnärliga fakulteten vid Göteborgs universitet på en avhandling om poeterna Gloria Gervitz, Anja Utler och Ann Jäderlund; titeln på avhandlingen är Det svarta blocket i världen. Läsningar, samtal, transkript.
Hon debuterade med pjäsen I henne, och hon fylldes som sändes i Radioteatern 29 april 2005. År 2007 utkom Nordenhök med sin debutbok, diktsamlingen Hiatus. 2011 debuterade hon som romanförfattare med Promenaderna i Dalby Hage.

## Priser och utmärkelser
- 2011 – Lydia och Herman Erikssons stipendium
- 2013 – Göteborgs-Postens litteraturpris[3]
- 2014 – Samfundet de Nios julpris
- 2017 – Stipendium ur Albert Bonniers 100-årsminne
- 2019 – Madeleine Gustafsson-priset[4]
- 2021 – Sveriges Radios romanpris för Caesaria[5]
- 2025 – Stina Aronsons pris[6]